# 高尾 (ブドウ)

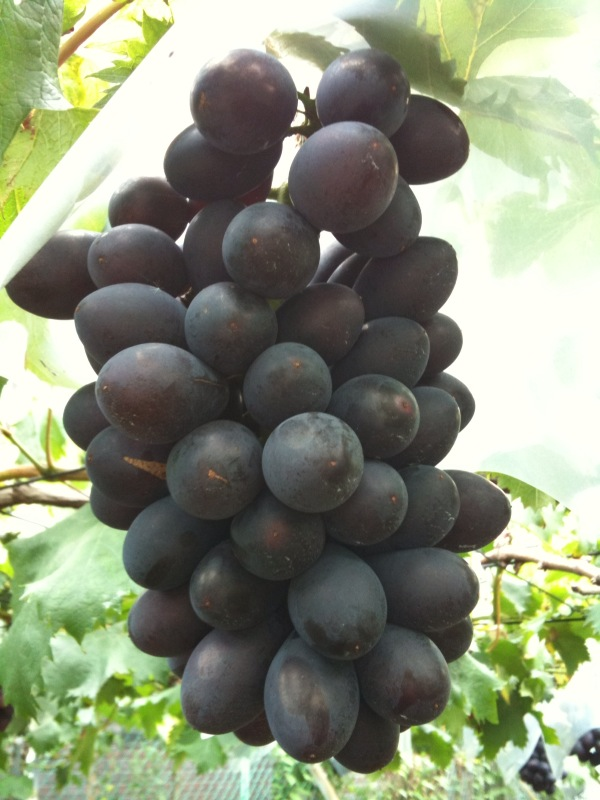
高尾

高尾（たかお）は、巨峰の実生から選抜育成させた、無核（種無し）ブドウの品種である。品種名は東京都の名山である高尾山にちなんで命名された。
開花期のジベレリン処理（以下GA）により7-8グラムの楕円形の果粒となり、GA無処理の場合は4-5グラムの円形の果粒となる。整形果房は400-500グラム程度。果粒は紫黒色で、糖度17-18%と甘く、酸味は少ない。熟期は、育成地が東京都多摩地方の場合で8月下旬から9月上旬である。
花振いしやすい巨峰の欠点を改良する目的で、1956年秋より東京都農業試験場（現・東京都農林総合研究センター）の芦川孝三郎によって、巨峰の自然結実果で得られた120粒の実生から育成がおこなわれた。当初の研究目標は達せられなかったが、全系統にGAに対する反応を調べてみると系統名立川1号と立川3号において容易に無核化ができる事を見出した。
試験選抜された立川1号は、1971年に東京都を代表する名山である高尾山にちなんで「高尾」と命名された。1975年1月28日に品種登録（育成者権）出願がなされた。登録番号は第264号（農林種苗名称登録）である。
本種は異数体（4x-1）であることが確認されている。